# Dahlonega (Georgia)
Dahlonega es un pueblo ubicado en el condado de Lumpkin en el estado estadounidense de Georgia. En el censo de 2000, su población era de 3.638.

## Demografía
En el 2000 la renta per cápita promedia del hogar era de $28 636, y el ingreso promedio para una familia era de $44 904. El ingreso per cápita para la localidad era de $16 572. Los hombres tenían un ingreso per cápita de $30 500 contra $22 917 para las mujeres.

## Geografía
Dahlonega se encuentra ubicado en las coordenadas 34°31′50″N 83°59′5″O / 34.53056, -83.98472 (34.530471, -83.984705).
Según la Oficina del Censo, la localidad tiene un área total de 16,6 km² (6,4 mi²), de la cual 16,6 km² (6,4 mi²) es tierra y 0 km² (0 mi²) (0,00 %) es agua.